# Biblioteca Poloneză din Paris

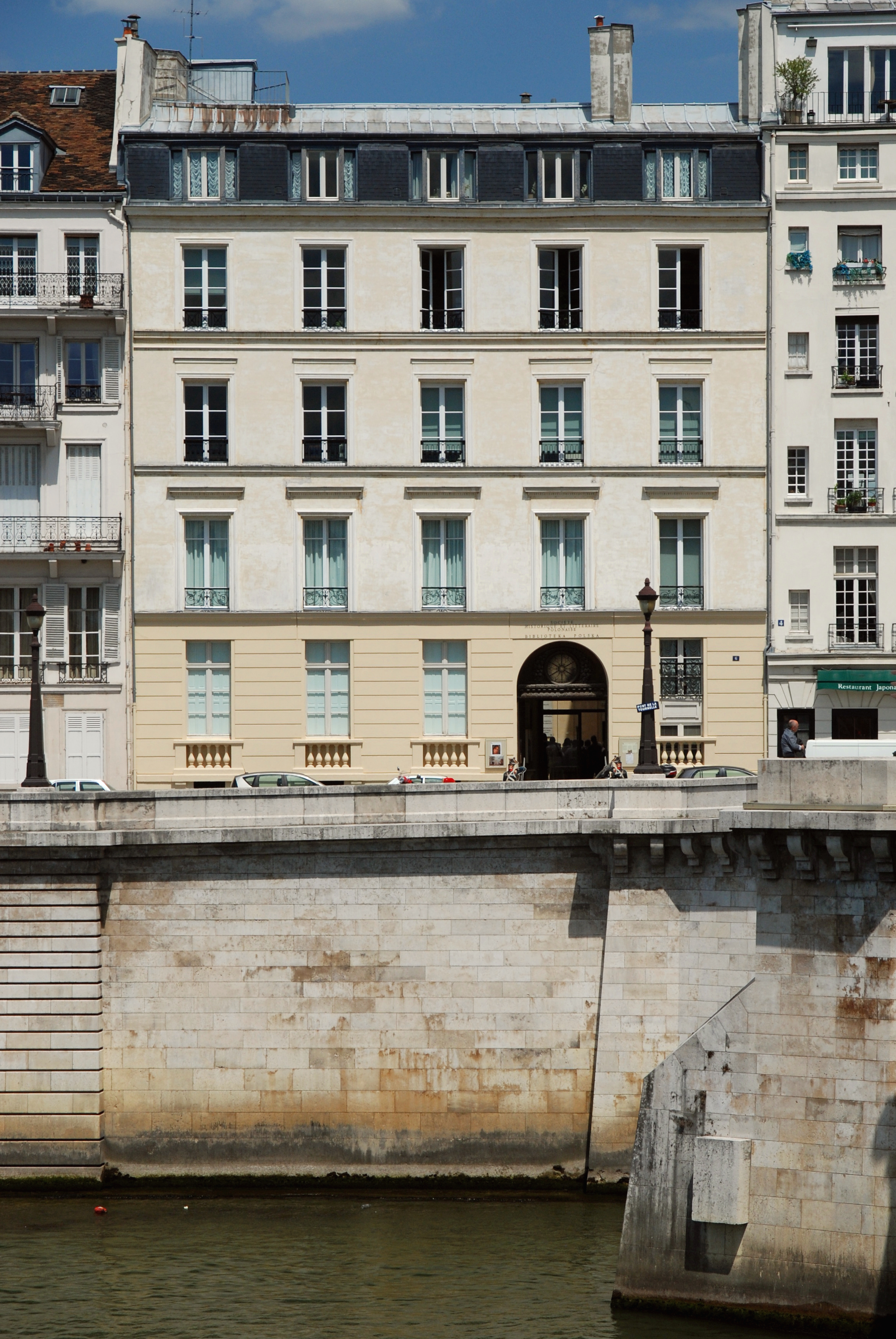
Biblioteca Poloneză din Paris

Biblioteca Poloneză din Paris (în pl. Biblioteka Polska w Paryżu, în fr. Bibliothèque polonaise à Paris) este o bibliotecă, întemeiată în 1838 din inițiativa și cu sprijinul material al unor fruntași ai vieții politice și culturale poloneze, stabiliți în Franța după înfrângerea insurecției din Polonia din anii 1830 — 1831.

## Istorie
La înființarea ei au contribuit patru societăți poloneze: Societatea literară, Comitetul istoric, statistic și Societatea de studii. Inițiativa inaugurării Bibliotecii Poloneze îi aparține lui Karol Sienkiewicz, care a venit cu propunerea de a uni colecțiile de cărți ale Societății literare poloneze și ale Societății de susținere a științei. Centrul cultural și patriotic polonez deveni în curînd și locul de întîlnire al intelectualității poloneze din Paris, reușind repede să atragă în jurul lui personalități franceze și din alte emigrații, oameni politici și savanți. 
Actul de înființare a Bibliotecii Poloneze a fost semnat la 24 noiembrie 1838, iar deschiderea oficială a avut loc la 24 martie 1839. Consiliul Bibliotecii Poloneze era format din 8 membri. Președinte al Consiliului a fost ales Adam Jerzy Czartoryski, iar K. Sienkiewicz ocupa funcțiile de secretar, bibliotecar și casier.
La întemeiere, Biblioteca Poloneză se afla pe strada Duphot, nr. 10, în 1840 în rue de Surène 10, iar în 1842 în rue des Saussaies 3. În 1851, o comisie compusă din trei dintre întemeietorii ei: A. Mickiewicz, Wł. Zamoyski și K. Sienkiewicz au reușit să cumpere palatul în care se află astăzi biblioteca: o construcție din secolul al XVII-lea, situată pe Quai d'Orléans, pe insula Saint-Louis, în inima Parisului. Biblioteca ocupa, în acea perioadă, doar 11 încăperi la parter. 
La începutul activității sale, fondul Bibliotecii Poloneze se completa din contul colecțiilor personale, cele mai valoroase fiind colecțiile de cărți ale lui Adam Sienkiewicz, Julian Niemcewicz și Karol Kniaziewicz. În 1848, fondul bibliotecii număra peste 20 000 de volume. După Primul Război Mondial, odată cu reconstituirea statului polon, situația bibliotecii s-a schimbat. O parte din fondurile ei au fost repatriate; unele colecții au fost cedate Bibliotecii Naționale din Varșovia, iar altele - Academiei din Cracovia. 
Biblioteca Poloneză a avut de suferit foarte mult în anii celui de-al Doilea Război Mondial. În mîna hitleriștilor au căzut pradă peste 100 000 de volume, iar palatul a fost devastat.
În 1945 a fost înființat un Comitet francez de ajutorare a Bibliotecii Poloneze din Paris. Urmînd apelul savanților și scriitorilor francezi, Biblioteca Poloneză a fost restaurată, iar azi persistă în bibliotecă liniștea și o atmosferă care evocă la fiecare pas trecutul.